# Струјомер
Струјомер или електрично бројило је уређај којим се мери и региструје потрошња електричне енергије испоручена потрошачу. Мерна јединица је киловатчас (kWh).
У зависности од врсте електричног прикључка струјомери могу бити једнофазни или трофазни односно аналогни (механички) или дигитални (електронски). 
Двотарифни и вишетарифни струјомери могу одвојено регистровати потрошњу у раздобљима утврђених тарифним саставом.
Поред тога у индустрији постоје струјомери који мере активну или реактивну потрошњу електричне енергије.